# Universitari - Molto più che amici
Universitari - Molto più che amici es una película de Federico Moccia de 2013. 

## Personajes
- Primo Reggiani: Alessandro
- Nadir Caselli: Giorgia
- Simone Riccioni: Carlo
- Brice Martinet: Faraz
- Sara Cardinaletti: Francesca
- Maria Chiara Centorami: Emma
- Paola Minaccioni: Amata Cortellacci
- Enrico Silvestrin: Paolo
- Barbara De Rossi: Angela Mastropasqua
- Maurizio Mattioli: Alfio Pennoni
- Amanda Sandrelli: Elisa Eusebi
- Luis Molteni: Prof. Mordini
- Francesco Troiano: Gino Eusebi

## Banda sonora
- Io per te - Arhia y Mietta
- Fallin' for You - R5